# Nekrolog Oktober 2012
Nekrolog
◄◄
| ◄
| 2008
| 2009
| 2010
| 2011
| 2012 | 2013 | 2014 | 2015 | 2016 | ► | ►►
Januar |
Februar |
März |
April |
Mai |
Juni |
Juli |
August |
September |
Oktober |
November |
Dezember 2012
Weitere Ereignisse | Allgemeiner Nekrolog 2012
Die Beschreibung der verstorbenen Person sollte so kurz wie möglich gehalten sein und nur deren signifikante Tätigkeit(en) enthalten.
Neue Namen ggf. auch unter dem Geburts- und Sterbedatum, also etwa unter 1. Januar und im Geburts- und Sterbejahr (2024) eintragen (nur bei entsprechender großer Wichtigkeit). Für Beispiele siehe die schon vorhandenen Artikel.
Außerdem über die fünf zuletzt Verstorbenen, zu denen es einen ausreichend guten Artikel für eine Präsentation auf der Hauptseite gibt, nach der todesbedingten Überarbeitung der Artikel ggf. auch unter Wikipedia Diskussion:Hauptseite informieren und sie am besten auch in den anderen Wikipedia-Sprachversionen eintragen. Tipp: Regelmäßig bei news.google.de nach „ist tot“, „gestorben“ oder „verstorben“ suchen.
Wenn eine Person gestorben ist, gibt es viele Seiten zu dieser Person in der Wikipedia, die davon auch betroffen sind und entsprechend aktualisiert werden müssen. Beispiele: Namenübersichtsseite, Geburtsjahr, Geburtsort-Seiten und viele mehr.
Wie finde ich die betroffenen Seiten?
Im Suchfeld auf der linken Seite gibt man den Suchbegriff so ein: „Vorname Nachname“. Dann klickt man auf Volltext und alle Seiten mit entsprechendem Suchtext werden aufgerufen. Hier sieht man dann schnell, wo auch das Todesjahr Sinn macht oder sogar ein Teil des Artikels angepasst werden muss. Auch hilft das „Werkzeug“ auf der linken Seite sehr gut, um solche Seiten aufzufinden: „Links auf diese Seite“. Somit ist die Wikipedia wieder aktuell in allen Bereichen! Hinweis: bei Eintragung der Kategorie „Gestorben JAHR“ wird der Missbrauchsfilter 49 ausgelöst, was jedoch nicht schlimm ist. Siehe: Spezial:Missbrauchsfilter/49
Dies ist eine Liste von im Oktober 2012 verstorbenen bekannten Persönlichkeiten. Die Einträge erfolgen innerhalb der einzelnen Daten alphabetisch sortiert. Tiere sind im Nekrolog für Tiere zu finden.

## Oktober
| Tag         | Name                             | Beruf, bekannt als                                                                                   | Alter | Beleg         |
| ----------- | -------------------------------- | --- | ----- | ------------- |
| 1. Oktober  | Gordon Audley                    | kanadischer Eisschnellläufer                                                                         | 84    |               |
| 1. Oktober  | Dirk Bach                        | deutscher Schauspieler und Komiker                                                                   | 51    |               |
| 1. Oktober  | Abdelkader Fréha                 | algerischer Fußballspieler                                                                           | 69    |               |
| 1. Oktober  | Octavio Getino                   | argentinischer Regisseur                                                                             | 77    |               |
| 1. Oktober  | Daniel D. Harris                 | US-amerikanischer Gitarrist und Schauspieler                                                         | 65    |               |
| 1. Oktober  | Eric Hobsbawm                    | britischer Historiker                                                                                | 95    |               |
| 1. Oktober  | Russell Jones                    | australischer Eishockeyspieler                                                                       | 86    |               |
| 1. Oktober  | Kwan Shan                        | chinesischer Schauspieler, Regisseur und Filmproduzent                                               | 79    |               |
| 1. Oktober  | Mario Puelma                     | schweizerisch-chilenischer Altphilologe                                                              | 95    |               |
| 1. Oktober  | Moshe Sanbar                     | israelischer Ökonom                                                                                  | 86    |               |
| 1. Oktober  | Albert Neville Thiele            | australischer Ingenieur                                                                              | 91    |               |
| 1. Oktober  | Shlomo Venezia                   | italienischer KZ-Häftling                                                                            | 88    |               |
| 1. Oktober  | Joseph B. Willigers              | ugandischer Bischof                                                                                  | 81    |               |
| 2. Oktober  | Afrashim Ali                     | maledivischer Politiker                                                                              | 46    |               |
| 2. Oktober  | Niels Ewerbeck                   | deutscher Galerist, Hochschuldozent und Theaterintendant                                             | 50    |               |
| 2. Oktober  | Nicholas C. Handy                | britischer Chemiker                                                                                  | 71    |               |
| 2. Oktober  | Erwin Hipp                       | deutscher Orthopäde                                                                                  | 84    |               |
| 2. Oktober  | Douglas Laurence                 | US-amerikanischer Filmproduzent                                                                      | 93    |               |
| 2. Oktober  | Jean-Pierre Moussaron            | französischer Hochschullehrer und Autor                                                              | 74    |               |
| 2. Oktober  | Edvardas Prichodskis             | sowjetlitauischer Politiker                                                                          | 76    |               |
| 2. Oktober  | John Philippe Rushton            | britisch-kanadischer Psychologe                                                                      | 69    |               |
| 2. Oktober  | Big Jim Sullivan                 | britischer Gitarrist                                                                                 | 71    |               |
| 3. Oktober  | Basilios Christos Blatsos        | griechischer Bischof                                                                                 | 89    |               |
| 3. Oktober  | Dieter Buck-Gramcko              | deutscher Handchirurg                                                                                | 84    |               |
| 3. Oktober  | Francis Burt                     | britischer Komponist                                                                                 | 86    |               |
| 3. Oktober  | Robert F. Christy                | US-amerikanischer Physiker                                                                           | 96    |               |
| 3. Oktober  | Kidar Nath Sahani                | indischer Politiker                                                                                  | 85    |               |
| 3. Oktober  | Jacky Samson                     | französischer Jazzmusiker                                                                            | 72    |               |
| 3. Oktober  | Chasper Stupan                   | Schweizer Journalist                                                                                 | 71    | [ 1 ]         |
| 3. Oktober  | Jörg Wischmeier                  | deutscher Dreispringer                                                                               | 77    |               |
| 4. Oktober  | Günter Böttcher                  | deutscher Handballspieler                                                                            | 58    | [ 2 ]         |
| 4. Oktober  | Frank Distelbarth                | deutscher Verleger                                                                                   | 84    |               |
| 4. Oktober  | Wolfgang Frank                   | deutscher Regisseur                                                                                  | 48    |               |
| 4. Oktober  | Siegfried Hännl                  | deutscher Journalist                                                                                 | 69    |               |
| 4. Oktober  | Jürgen Ißleb                     | deutscher Fußballtorwart                                                                             | 72    |               |
| 4. Oktober  | Paul Kelly                       | US-amerikanischer Soul- und R&B-Sänger                                                               | 72    |               |
| 4. Oktober  | Hans Moser                       | Schweizer Cartoonist                                                                                 | 90    |               |
| 4. Oktober  | Stan Mudenge                     | simbabwischer Politiker                                                                              | 70    |               |
| 4. Oktober  | Hermann Neugebauer               | österreichischer Großhändler und Politiker, Landtagsabgeordneter der Steiermark                      | 88    |               |
| 4. Oktober  | Pramote Teerawiwatana            | thailändischer Badmintonspieler                                                                      | 45    |               |
| 4. Oktober  | Erhard Wunderlich                | deutscher Handballspieler                                                                            | 55    |               |
| 5. Oktober  | Mino Auletta                     | italienischer Rechtsanwalt                                                                           | 82    |               |
| 5. Oktober  | Keith Campbell                   | britischer Zellbiologe                                                                               | 58    |               |
| 5. Oktober  | Karl Eduard Claussen             | deutscher Politiker                                                                                  | 82    | [ 3 ]         |
| 5. Oktober  | Vojin Dimitrijević               | jugoslawischer bzw. serbischer Rechtswissenschaftler                                                 | 80    |               |
| 5. Oktober  | Eduard Mirsojan                  | armenischer Komponist                                                                                | 91    |               |
| 5. Oktober  | Claude Pinoteau                  | französischer Filmregisseur                                                                          | 87    |               |
| 5. Oktober  | Andrzej Szczęsny                 | polnischer Fußballtorhüter                                                                           | 73    |               |
| 5. Oktober  | Ömer Topuz                       | türkischer Ringer                                                                                    | 73    |               |
| 5. Oktober  | Wladimir Zytowitsch              | russischer Komponist                                                                                 | 81    |               |
| 6. Oktober  | Chadli Bendjedid                 | algerischer Politiker und Staatspräsident                                                            | 83    |               |
| 6. Oktober  | Raoul De Keyser                  | belgischer Maler                                                                                     | 82    |               |
| 6. Oktober  | Walter Effey                     | deutscher Handballspieler und Leichtathletikfunktionär                                               | 87    |               |
| 6. Oktober  | Ulrich Franzen                   | US-amerikanisch-deutscher Architekt                                                                  | 91    |               |
| 6. Oktober  | Elisabeth Gies                   | deutsche Weinkönigin                                                                                 | 81    |               |
| 6. Oktober  | Gérard Gropaiz                   | französischer Schwimmer                                                                              | 69    |               |
| 6. Oktober  | Albrecht Joseph von Sachsen      | deutscher Historiker                                                                                 | 77    |               |
| 6. Oktober  | B. Satyanarayan Reddy            | indischer Politiker                                                                                  | 85    |               |
| 6. Oktober  | Lawrence G. Rossin               | US-amerikanischer Diplomat                                                                           | 59    |               |
| 6. Oktober  | John Jamieson Carswell Smart     | britisch-australischer Philosoph                                                                     | 92    |               |
| 7. Oktober  | Klaus-Dieter Asmus               | deutscher Physikochemiker                                                                            | 74    |               |
| 7. Oktober  | Larry Block                      | US-amerikanischer Schauspieler                                                                       | 69    |               |
| 7. Oktober  | Jakob Anton Bucher               | österreichischer Maler                                                                               | 85    |               |
| 7. Oktober  | Roman Danylak                    | kanadischer Bischof                                                                                  | 81    |               |
| 7. Oktober  | Mervyn M. Dymally                | US-amerikanischer Politiker                                                                          | 86    | [ 4 ]         |
| 7. Oktober  | Rudolf Karrasch                  | deutscher Lehrer                                                                                     | 96    |               |
| 7. Oktober  | Heriberto Lazcano Lazcano        | mexikanischer mutmaßlicher Drogenhändler                                                             | 37    |               |
| 7. Oktober  | Claude Létourneau                | kanadischer Geiger und Musikpädagoge                                                                 | 87    |               |
| 7. Oktober  | Ivo Michiels                     | belgischer Schriftsteller                                                                            | 89    |               |
| 7. Oktober  | Klaus Richrath                   | deutscher Architekt, Stadtplaner und Hochschullehrer                                                 | 7?    |               |
| 8. Oktober  | Michel Schwalbé                  | französischer Geiger polnischer Herkunft                                                             | 92    |               |
| 8. Oktober  | Reinhard Böhm                    | österreichischer Klimaforscher                                                                       | 64    |               |
| 8. Oktober  | Ingemar Ingevik                  | schwedischer Bandy-, Eishockey-, Fußballspieler, -trainer, -funktionär und Kommunalpolitiker         | 81    |               |
| 8. Oktober  | Rafael Lesmes                    | spanischer Fußballspieler                                                                            | 85    |               |
| 8. Oktober  | Naval Kishore Sharma             | indischer Politiker                                                                                  | 87    |               |
| 8. Oktober  | John Tchicai                     | dänischer Jazz-Musiker                                                                               | 76    |               |
| 8. Oktober  | Eduard Wolodarski                | russischer Drehbuchautor und Dramatiker                                                              | 71    |               |
| 9. Oktober  | Luna Alcalay                     | österreichische Komponistin und Pianistin                                                            | 83    |               |
| 9. Oktober  | Kenneth Bartholomew              | US-amerikanischer Eisschnellläufer                                                                   | 92    |               |
| 9. Oktober  | Paddy Roy Bates                  | britischer Betreiber eines Piratensenders und Gründer der Mikronation Sealand                        | 91    |               |
| 9. Oktober  | Mersad Berber                    | jugoslawischer Maler                                                                                 | 72    | [ 5 ]         |
| 9. Oktober  | Gaston Cherpillod                | Schweizer Schriftsteller                                                                             | 86    |               |
| 9. Oktober  | Eddie Harvey                     | britischer Jazzmusiker                                                                               | 86    |               |
| 9. Oktober  | Walter H. Hitzig                 | Schweizer Kinderarzt und Transplantationsmediziner                                                   | 90    |               |
| 9. Oktober  | Theo Olof                        | niederländischer Violinist                                                                           | 88    |               |
| 9. Oktober  | Kenny Rollins                    | US-amerikanischer Basketballspieler                                                                  | 89    |               |
| 9. Oktober  | Harris Savides                   | US-amerikanischer Kameramann                                                                         | 55    |               |
| 9. Oktober  | Sammi Kane Kraft                 | US-amerikanische Schauspielerin, Musikerin und Baseballspielerin                                     | 20    |               |
| 10. Oktober | Ilse Maria Aschner               | österreichische Journalistin und Zeitzeugin                                                          | 94    |               |
| 10. Oktober | Bill Brimfield                   | US-amerikanischer Jazz-Trompeter                                                                     | 74    | [ 6 ]         |
| 10. Oktober | Kevin Curran                     | simbabwischer Cricketspieler                                                                         | 53    |               |
| 10. Oktober | Sam Gibbons                      | US-amerikanischer Politiker                                                                          | 92    |               |
| 10. Oktober | Andrei Alexandrowitsch Gontschar | russischer Mathematiker                                                                              | 80    |               |
| 10. Oktober | Jos Huysmans                     | belgischer Radrennfahrer                                                                             | 70    |               |
| 10. Oktober | Jerzy Jarocki                    | polnischer Regisseur                                                                                 | 83    |               |
| 10. Oktober | Alex Karras                      | US-amerikanischer American-Football-Spieler und Schauspieler                                         | 77    |               |
| 10. Oktober | Nils Koppruch                    | deutscher Musiker und Maler                                                                          | 46    |               |
| 10. Oktober | Jonas Mačys                      | litauischer Politiker                                                                                | 74    |               |
| 10. Oktober | Kay Mierendorff                  | deutscher Fluchthelfer                                                                               | 66    |               |
| 10. Oktober | Horst Peisker                    | deutscher Autor                                                                                      | 72    |               |
| 10. Oktober | Carla Porta Musa                 | italienische Schriftstellerin                                                                        | 110   |               |
| 10. Oktober | Mark Poster                      | US-amerikanischer Philosophiehistoriker und Medienwissenschaftler                                    | 71    |               |
| 10. Oktober | Dieter Scharfenberg              | deutscher Regisseur, Szenarist und Autor                                                             | 80    |               |
| 10. Oktober | Mike Singleton                   | britischer Videospiel-Entwickler                                                                     | 61    |               |
| 10. Oktober | Amanda Todd                      | kanadische Schülerin                                                                                 | 15    |               |
| 11. Oktober | Frank Alamo                      | französischer Sänger                                                                                 | 70    |               |
| 11. Oktober | Hans Berghäuser                  | deutscher Politiker                                                                                  | 92    | (PDF; 352 kB) |
| 11. Oktober | Pier Ugo Calzolari               | italienischer Elektrotechniker und Hochschulrektor                                                   | 74    |               |
| 11. Oktober | Karl Haehser                     | deutscher Politiker                                                                                  | 84    |               |
| 11. Oktober | Helmut Haller                    | deutscher Fußballspieler                                                                             | 73    |               |
| 11. Oktober | Robert Hughes                    | US-amerikanischer Wasserballspieler und Schwimmer                                                    | 81    |               |
| 11. Oktober | Edward Kossoy                    | polnischer Rechtsanwalt und Autor                                                                    | 99    |               |
| 11. Oktober | Ernst Lindner                    | deutscher Fußballspieler                                                                             | 77    |               |
| 11. Oktober | Erik Moseholm                    | dänischer Jazzmusiker                                                                                | 82    |               |
| 11. Oktober | Edgar Negret                     | kolumbianischer Bildhauer                                                                            | 92    |               |
| 11. Oktober | Johanna Nestor                   | österreichische Diplomatin                                                                           | 94    |               |
| 11. Oktober | Manfred Reichstein               | deutscher Geologe und Hochschullehrer                                                                | 84    |               |
| 11. Oktober | Hermann Röhrs                    | deutscher Erziehungswissenschaftler                                                                  | 96    |               |
| 12. Oktober | Friedrich Avemarie               | deutscher Neutestamentler                                                                            | 51    |               |
| 12. Oktober | Dieter C. Döpfner                | deutscher Architekt und Hochschullehrer                                                              | 84    |               |
| 12. Oktober | Helmut Fleischer                 | deutscher Philosoph, Gesellschafts- und Geschichtswissenschaftler                                    | 84    |               |
| 12. Oktober | Roberto Giannatelli              | italienischer Ordensgeistlicher, römisch-katholischer Theologe, Kommunikationswissenschaftler        | 80    |               |
| 12. Oktober | Sukhdev Singh Kang               | indischer Jurist und Politiker                                                                       | 81    |               |
| 12. Oktober | Torkom Manoogian                 | armenischer Patriarch von Jerusalem                                                                  | 93    |               |
| 12. Oktober | Geraldine Mucha                  | britisch-tschechische Komponistin                                                                    | 95    |               |
| 12. Oktober | Břetislav Pojar                  | tschechischer Trickfilmer                                                                            | 89    |               |
| 12. Oktober | Bruno Simões                     | portugiesischer Schauspieler                                                                         | 41    |               |
| 12. Oktober | Werner Sundermann                | deutscher Iranist                                                                                    | 76    |               |
| 12. Oktober | Harry Valérien                   | deutscher Sportjournalist                                                                            | 88    |               |
| 13. Oktober | Georges Chaulet                  | französischer Schriftsteller und Comicautor                                                          | 81    |               |
| 13. Oktober | Gary Collins                     | US-amerikanischer Schauspieler                                                                       | 74    |               |
| 13. Oktober | Erol Günaydın                    | türkischer Schauspieler                                                                              | 79    |               |
| 13. Oktober | Tomonobu Imamichi                | japanischer Philosoph                                                                                | 89    |               |
| 13. Oktober | Neil Leonard                     | US-amerikanischer Jazzautor und Hochschullehrer                                                      | 84    |               |
| 13. Oktober | Detlev Louis                     | deutscher Unternehmer                                                                                | 93    |               |
| 13. Oktober | Maruya Saiichi                   | japanischer Schriftsteller                                                                           | 87    | [ 7 ]         |
| 13. Oktober | Frank Sando                      | britischer Langstrecken- und Crossläufer                                                             | 81    |               |
| 13. Oktober | Jennifer Scherman                | deutsch-argentinisches Model                                                                         | 20    |               |
| 14. Oktober | Michael Asher                    | US-amerikanischer Konzeptkünstler                                                                    | 69    |               |
| 14. Oktober | Kyle Bennett                     | US-amerikanischer BMX-Fahrer                                                                         | 33    |               |
| 14. Oktober | John Clive                       | britischer Schauspieler und Autor                                                                    | 79    |               |
| 14. Oktober | Branko Črnac-Tusta               | jugoslawischer bzw. kroatischer Punkmusiker                                                          | 56    |               |
| 14. Oktober | James R. Grover junior           | US-amerikanischer Politiker                                                                          | 93    |               |
| 14. Oktober | Artur Jerger                     | deutscher Verwaltungsdirektor                                                                        | 82    | [ 8 ]         |
| 14. Oktober | Janusz Krasiński                 | polnischer Schriftsteller                                                                            | 84    |               |
| 14. Oktober | Slavko Milosavlevski             | jugoslawischer bzw. mazedonischer Politiker und Diplomat                                             | 84    |               |
| 14. Oktober | Ulrich Müller                    | deutsch-österreichischer Literaturwissenschaftler                                                    | 71    |               |
| 14. Oktober | Eddie Russo                      | US-amerikanischer Formel-1-Fahrer                                                                    | 86    |               |
| 14. Oktober | Odorico Sáiz                     | spanischer Bischof                                                                                   | 100   |               |
| 14. Oktober | Arlen Specter                    | US-amerikanischer Politiker                                                                          | 82    |               |
| 14. Oktober | Gart Westerhout                  | niederländischer Astronom                                                                            | 85    |               |
| 15. Oktober | Askold Baschanow                 | russisch-samischer Schriftsteller                                                                    | 78    |               |
| 15. Oktober | Hans Benedikt                    | deutscher Ingenieur und Hochschulpräsident                                                           | 76    |               |
| 15. Oktober | Paul Biste                       | deutscher Musiker. Komponist und Arrangeur                                                           | 87    |               |
| 15. Oktober | Teresa Bock                      | deutsche Sozialarbeitswissenschaftlerin, Autorin und Verbandsfunktionärin                            | 84    |               |
| 15. Oktober | Claude Cheysson                  | französischer Diplomat und Politiker                                                                 | 92    |               |
| 15. Oktober | Patrick Ronald Cooney            | US-amerikanischer Bischof                                                                            | 78    |               |
| 15. Oktober | Joseph W. Eaton                  | US-amerikanischer Soziologe                                                                          | 93    |               |
| 15. Oktober | Josef Grünbeck                   | deutscher Politiker                                                                                  | 87    |               |
| 15. Oktober | Fritz Haller                     | Schweizer Architekt und Möbeldesigner                                                                | 87    |               |
| 15. Oktober | Josef Lammers                    | deutscher Fußballspieler und -trainer                                                                | 90    |               |
| 15. Oktober | Maria Petrou                     | griechisch-britische Robotikerin                                                                     | 59    |               |
| 15. Oktober | Rosemarie Seibert                | deutsche Kommunalpolitikerin                                                                         | 81    |               |
| 15. Oktober | Norodom Sihanouk                 | kambodschanischer König und Politiker                                                                | 89    |               |
| 15. Oktober | Pat Ward                         | US-amerikanische Politikerin                                                                         | 55    |               |
| 16. Oktober | Odile Bain                       | französische Helminthologin                                                                          | 73    |               |
| 16. Oktober | Maggy Bartscher                  | deutsche Schriftstellerin und Rechtsanwältin                                                         | 45    |               |
| 16. Oktober | James Conte                      | US-amerikanischer Politiker                                                                          | 53    |               |
| 16. Oktober | Bob Dartsch                      | belgischer Jazzmusiker                                                                               | 68    |               |
| 16. Oktober | John A. Durkin                   | US-amerikanischer Politiker                                                                          | 76    |               |
| 16. Oktober | Alexander Koschkin               | sowjetischer Boxer                                                                                   | 53    |               |
| 16. Oktober | Ignacio Pavon                    | spanisch-französischer Fußballspieler                                                                | 71    |               |
| 16. Oktober | Albert Reuter                    | deutscher Politiker                                                                                  | 86    |               |
| 16. Oktober | Paula Riede                      | deutsche Politikerin                                                                                 | 88    |               |
| 16. Oktober | Gert Schäfer                     | deutscher Politikwissenschaftler                                                                     | 71    |               |
| 16. Oktober | Antoine Sollacaro                | französischer Anwalt                                                                                 | 63    |               |
| 16. Oktober | Herbert Wochinz                  | österreichischer Theaterregisseur und -intendant                                                     | 86    |               |
| 17. Oktober | Émile Allais                     | französischer Skirennläufer                                                                          | 100   |               |
| 17. Oktober | Jean-François Canape             | französischer Musiker                                                                                | 66    |               |
| 17. Oktober | Frank M. Cross                   | US-amerikanischer Alttestamentler und Paläograph                                                     | 91    |               |
| 17. Oktober | René-Marie Ehuzu                 | beninischer Bischof                                                                                  | 68    |               |
| 17. Oktober | Henry Friedlander                | deutsch-amerikanischer Historiker, Hochschullehrer und Autor                                         | 82    |               |
| 17. Oktober | Gretel Hoffmann-Kienscherf       | Schweizer Politikerin (EVP)                                                                          | 100   |               |
| 17. Oktober | Gerhart Hunger                   | deutscher Wirtschaftsprüfer und Politiker                                                            | 82    |               |
| 17. Oktober | László Komár                     | ungarischer Sänger                                                                                   | 67    |               |
| 17. Oktober | Hermann König                    | deutscher Zahnmediziner                                                                              | 87    | (PDF; 1,9 MB) |
| 17. Oktober | Sylvia Kristel                   | niederländische Schauspielerin                                                                       | 60    |               |
| 17. Oktober | Bertie Marshall                  | trinidadischer Musiker                                                                               | 76    |               |
| 17. Oktober | Wolfgang Menge                   | deutscher Drehbuchautor und Journalist                                                               | 88    |               |
| 17. Oktober | Stanford R. Ovshinsky            | US-amerikanischer Erfinder                                                                           | 89    |               |
| 17. Oktober | Robert Schwebler                 | deutscher Volkswirt und Versicherungswissenschaftler                                                 | 86    |               |
| 17. Oktober | Karin Stoltenberg                | norwegische Genetikerin und Politikerin                                                              | 80    |               |
| 17. Oktober | Kōji Wakamatsu                   | japanischer Regisseur                                                                                | 76    |               |
| 18. Oktober | Borah Bergman                    | US-amerikanischer Improvisationsmusiker                                                              | 78    |               |
| 18. Oktober | Lieselotte Block                 | deutsche Anthropologin                                                                               | 94    | TA            |
| 18. Oktober | Dorothy Carless                  | britische Jazz- und Popmusikerin (Gesang, Piano) und Schauspielerin                                  | 95    |               |
| 18. Oktober | Joel Marston                     | US-amerikanischer Schauspieler                                                                       | 90    |               |
| 18. Oktober | Robert Martin                    | US-amerikanischer Ruderer                                                                            | 87    |               |
| 18. Oktober | Slater Martin                    | US-amerikanischer Basketballspieler                                                                  | 86    |               |
| 18. Oktober | David S. Ware                    | US-amerikanischer Jazz-Saxophonist                                                                   | 62    |               |
| 19. Oktober | Joan Saura                       | spanischer Musiker                                                                                   | 58    |               |
| 19. Oktober | Lincoln Alexander                | kanadischer Politiker                                                                                | 90    |               |
| 19. Oktober | Raymond Dumais                   | kanadischer Bischof                                                                                  | 62    | [ 9 ]         |
| 19. Oktober | Walter Harrison                  | britischer Politiker                                                                                 | 91    |               |
| 19. Oktober | Wissam al-Hassan                 | libanesischer General und Geheimdienstchef                                                           | 47    |               |
| 19. Oktober | Johann Kniewasser                | österreichischer Skirennläufer                                                                       | 61    |               |
| 19. Oktober | Thomas Madigage                  | südafrikanischer Fußballspieler und -trainer                                                         | 41    |               |
| 19. Oktober | Fiorenzo Magni                   | italienischer Radrennfahrer                                                                          | 91    |               |
| 19. Oktober | Eva Nordland                     | norwegische Pädagogin und Friedensaktivistin                                                         | 91    |               |
| 19. Oktober | Heinz Bernhard Orlinski          | deutscher Komponist und Organist                                                                     | 84    | [ 10 ]        |
| 19. Oktober | Manuel António Pina              | portugiesischer Journalist und Schriftsteller                                                        | 68    |               |
| 19. Oktober | Käthe Reichel                    | deutsche Schauspielerin                                                                              | 86    |               |
| 19. Oktober | Konrad Balder Schäuffelen        | deutscher Schriftsteller, Autor und Psychiater                                                       | 83    |               |
| 19. Oktober | Else Stock-Hug                   | deutsche Pianistin                                                                                   | 92    |               |
| 20. Oktober | Przemysław Gintrowski            | polnischer Musiker                                                                                   | 60    |               |
| 20. Oktober | Josef Wenzel Hnatek              | österreichischer Journalist                                                                          | 68    |               |
| 20. Oktober | Harold S. Johnston               | US-amerikanischer Chemiker (Atmosphärenchemie)                                                       | 92    |               |
| 20. Oktober | Paul Kurtz                       | US-amerikanischer Philosoph und säkularer Humanist                                                   | 86    |               |
| 20. Oktober | Joe Melia                        | britischer Schauspieler                                                                              | 77    |               |
| 20. Oktober | Hans-Jürgen Schmahl              | deutscher Wirtschaftswissenschaftler                                                                 | 82    |               |
| 20. Oktober | Edward Donnall Thomas            | US-amerikanischer Mediziner und Nobelpreisträger                                                     | 92    |               |
| 20. Oktober | Jürgen Wittstock                 | deutscher Kunsthistoriker und Museumsleiter                                                          | 68    |               |
| 21. Oktober | Harvie Andre                     | kanadischer Chemieingenieur, Hochschullehrer und Politiker, Unterhausabgeordneter und Bundesminister | 72    |               |
| 21. Oktober | Yash Chopra                      | indischer Filmregisseur                                                                              | 80    |               |
| 21. Oktober | Antoni Dobrowolski               | polnischer Widerstandskämpfer und Holocaustüberlebender                                              | 108   |               |
| 21. Oktober | Hans Fichtner                    | aus Deutschland stammender Raketeningenieur                                                          | 95    |               |
| 21. Oktober | Alf Khumalo                      | südafrikanischer Fotograf                                                                            | 82    |               |
| 21. Oktober | Hans-Jörg Kirstaedter            | deutscher Mediziner                                                                                  | 76    | [ 11 ]        |
| 21. Oktober | Alf Kumalo                       | südafrikanischer Fotograf                                                                            | 82    | -->           |
| 21. Oktober | George McGovern                  | US-amerikanischer Politiker                                                                          | 90    |               |
| 21. Oktober | Urs Walter Schnyder              | Schweizer Dermatologe                                                                                | 89    | TA            |
| 21. Oktober | Henn-Jüri Uibopuu                | estnisch-österreichischer Rechtswissenschaftler                                                      | 83    |               |
| 22. Oktober | Karl Cervik                      | österreichisch-deutscher Autor                                                                       | 81    |               |
| 22. Oktober | Carolyn Conwell                  | US-amerikanische Schauspielerin                                                                      | 82    |               |
| 22. Oktober | Arthur Jensen                    | US-amerikanischer Psychologe                                                                         | 89    |               |
| 22. Oktober | Russell Means                    | US-amerikanischer Bürgerrechtler und Schauspieler                                                    | 72    |               |
| 22. Oktober | Gabrielle Roth                   | US-amerikanische Tänzerin, Tanzlehrerin und Musikerin                                                | 71    |               |
| 22. Oktober | Norbert Ruf                      | deutscher Geistlicher und Kirchenrechtler                                                            | 79    |               |
| 22. Oktober | Wilson Whineray                  | neuseeländischer Rugbyspieler                                                                        | 77    |               |
| 23. Oktober | Wilhelm Brasse                   | polnischer Fotograf und Lehrer                                                                       | 94    |               |
| 23. Oktober | Marcello Cini                    | italienischer Physiker                                                                               | 89    |               |
| 23. Oktober | Arthur Feldmann                  | deutschsprachiger Schriftsteller                                                                     | 86    |               |
| 23. Oktober | Roland Fritzsch                  | deutscher Forstwissenschaftler                                                                       | 83    |               |
| 23. Oktober | Sunil Gangopadhyay               | indischer Schriftsteller                                                                             | 78    |               |
| 23. Oktober | Manfred Hollmann                 | deutscher Maler und Grafiker                                                                         | 83    |               |
| 23. Oktober | Werner Labsch                    | deutscher Politiker                                                                                  | 75    |               |
| 23. Oktober | Michael Marra                    | schottischer Sänger und Songwriter                                                                   | 60    |               |
| 24. Oktober | Peggy Ahern                      | US-amerikanische Kinderdarstellerin                                                                  | 95    |               |
| 24. Oktober | Włodzimierz Bielicki             | polnischer Bühnenbildner, Drehbuchautor, Theaterregisseur und Schauspieler                           | 80    |               |
| 24. Oktober | Anita Björk                      | schwedische Schauspielerin                                                                           | 89    |               |
| 24. Oktober | Jeffrey Blatnick                 | US-amerikanischer Ringer                                                                             | 55    |               |
| 24. Oktober | Bill Dees                        | US-amerikanischer Songautor                                                                          | 73    |               |
| 24. Oktober | Gerhard Kurtze                   | deutscher Buchhändler                                                                                | 80    |               |
| 24. Oktober | Vera Little                      | amerikanische Opernsängerin                                                                          | 83    |               |
| 24. Oktober | Tilde Michels                    | deutsche Schriftstellerin und Übersetzerin                                                           | 92    |               |
| 24. Oktober | Jevsevij Vitalij Politylo        | ukrainischer Bischof                                                                                 | 84    |               |
| 24. Oktober | Margaret Osborne duPont          | US-amerikanische Tennisspielerin                                                                     | 94    |               |
| 24. Oktober | Flora Ruchat-Roncati             | Schweizer Architektin                                                                                | 75    | [ 12 ]        |
| 24. Oktober | Hans Wöbse                       | deutscher Fußballfunktionär                                                                          | 61    |               |
| 25. Oktober | Aude                             | kanadische Schriftstellerin                                                                          | 65    |               |
| 25. Oktober | Jacques Barzun                   | US-amerikanischer Historiker                                                                         | 104   |               |
| 25. Oktober | Dimitris Beis                    | griechischer Politiker                                                                               | 84    |               |
| 25. Oktober | Max Brown                        | australischer Politiker                                                                              |       |               |
| 25. Oktober | Cesare Canevari                  | italienischer Filmregisseur                                                                          | 85    |               |
| 25. Oktober | Georges Condat                   | französisch-nigrischer Politiker und Diplomat                                                        | 88    |               |
| 25. Oktober | John Connelly                    | englischer Fußballspieler                                                                            | 74    |               |
| 25. Oktober | Vladimír Kolář                   | tschechoslowakischer Eisschnellläufer                                                                | 85    |               |
| 25. Oktober | Gertrud Osterloh                 | deutsche evangelische Theologin                                                                      | 102   |               |
| 25. Oktober | Lothar Perlitt                   | deutscher Theologe                                                                                   | 82    |               |
| 25. Oktober | Horst Rößler                     | deutscher Heimatforscher                                                                             | 87    |               |
| 25. Oktober | Emanuel Steward                  | US-amerikanischer Boxtrainer                                                                         | 68    |               |
| 25. Oktober | Joop Stokkermans                 | niederländischer Komponist                                                                           | 75    |               |
| 25. Oktober | Josep Viader i Moliné            | katalanischer Komponist, Dirigent, vielseitiger Instrumentalist und Musikpädagoge                    | 95    |               |
| 25. Oktober | Benedikt Konrad Vollmann         | deutscher Mittellateinischer Philologe                                                               | 79    |               |
| 26. Oktober | Mac Ahlberg                      | schwedischer Filmregisseur und Kameramann                                                            | 81    |               |
| 26. Oktober | Vincenzo Baldassi                | italienischer Politiker                                                                              | 88    |               |
| 26. Oktober | Hermann Brommer                  | deutscher Lehrer und Kunsthistoriker                                                                 | 86    |               |
| 26. Oktober | Wolfgang Drese                   | deutscher Politiker                                                                                  | 69    |               |
| 26. Oktober | Eberhard Geiger                  | deutscher Brauwissenschaftler                                                                        | 68    |               |
| 26. Oktober | Günter Grieger                   | deutscher Kernphysiker                                                                               | 81    |               |
| 26. Oktober | Eloy Gutiérrez Menoyo            | kubanischer Dissident                                                                                | 77    |               |
| 26. Oktober | Karl Hartung                     | deutscher Antiquar und Auktionator                                                                   | 98    |               |
| 26. Oktober | John M. Johansen                 | US-amerikanischer Architekt                                                                          | 96    |               |
| 26. Oktober | Natina Reed                      | US-amerikanische Sängerin                                                                            | 32    |               |
| 26. Oktober | Félix del Rosario                | dominikanischer Musiker und Bandleader                                                               | 78    |               |
| 26. Oktober | Björn Sieber                     | österreichischer Skirennläufer                                                                       | 23    |               |
| 26. Oktober | Adama Touré                      | Politiker aus Burkina-Faso                                                                           |       |               |
| 27. Oktober | Terry Callier                    | US-amerikanischer Jazzmusiker                                                                        | 67    |               |
| 27. Oktober | Joe Cinderella                   | US-amerikanischer Jazzgitarrist                                                                      | 85    |               |
| 27. Oktober | Jacques Dupin                    | französischer Dichter, Kunstkritiker                                                                 | 85    |               |
| 27. Oktober | Klaus Heckmann                   | deutscher Biologe                                                                                    | 78    |               |
| 27. Oktober | Hans Werner Henze                | deutscher Komponist                                                                                  | 86    |               |
| 27. Oktober | Eduardo Herrera Riera            | venezolanischer Bischof                                                                              | 85    |               |
| 27. Oktober | Susan Jeffers                    | US-amerikanische Autorin                                                                             | 74    |               |
| 27. Oktober | Felix Eugenio Mkhori             | malawischer Bischof                                                                                  | 81    |               |
| 27. Oktober | Robert Pinçon                    | französischer Antifaschist                                                                           | 90    |               |
| 27. Oktober | Nada Ruždjak                     | jugoslawische bzw. kroatische Opernsängerin                                                          | 77    |               |
| 27. Oktober | Friedrich Julius Scherff         | deutscher Maler                                                                                      | 92    | [ 13 ]        |
| 27. Oktober | Rudolfine Steindling             | österreichische Unternehmerin                                                                        | 78    |               |
| 28. Oktober | Gunther Cuylits                  | belgischer Radsportler                                                                               | 37    |               |
| 28. Oktober | Ernst Heinrich Karlen            | Schweizer Erzbischof                                                                                 | 90    |               |
| 28. Oktober | Alfred Kuttler                   | Schweizer Jurist, Rechtswissenschaft und Richter                                                     | 89    |               |
| 28. Oktober | George Riashi                    | libanesischer Erzbischof                                                                             | 78    |               |
| 28. Oktober | Sophie Hecquet                   | französische Chansonsängerin und Hörfunkmoderatorin                                                  | 68    |               |
| 28. Oktober | Lidija Wassikowa                 | sowjetische bzw. russische Linguistin und Hochschullehrerin                                          | 85    |               |
| 29. Oktober | J. Bernlef                       | niederländischer Schriftsteller                                                                      | 75    |               |
| 29. Oktober | Gonzalo Cañas                    | spanischer Schauspieler und Puppenspieler                                                            | 75    |               |
| 29. Oktober | William Thomas Delworth          | kanadischer Diplomat                                                                                 | 83    |               |
| 29. Oktober | Cordelia Edvardson               | schwedische Journalistin und Holocaustüberlebende                                                    | 83    |               |
| 29. Oktober | Albano Harguindeguy              | argentinischer General und Innenminister                                                             | 85    |               |
| 29. Oktober | Walter Lenzi                     | österreichischer Politiker                                                                           | 83    |               |
| 29. Oktober | Valentin Mândâcanu               | moldauischer Schriftsteller und Politiker                                                            | 82    |               |
| 29. Oktober | Wallace Sargent                  | US-amerikanischer Astronom                                                                           | 77    |               |
| 29. Oktober | Karl Horst Schmidt               | deutscher Sprachwissenschaftler                                                                      | 83    |               |
| 30. Oktober | Franck Biancheri                 | französischer Politiker                                                                              | 51    |               |
| 30. Oktober | Birger Corleis                   | deutscher Musiker und Musikpädagoge                                                                  | 57    |               |
| 30. Oktober | Emilis Šlekys                    | litauischer Schachspieler                                                                            | 61    |               |
| 30. Oktober | Markus Redli                     | Schweizer Manager und Bundesbeamter                                                                  | 97    | [ 14 ]        |
| 30. Oktober | Lebbeus Woods                    | US-amerikanischer Künstler und Architekt                                                             | 72    |               |
| 30. Oktober | José Yepes                       | spanischer Schauspieler                                                                              | 70    |               |
| 30. Oktober | Bogdan Žigić                     | jugoslawischer bzw. bosnischer Mediziner                                                             | 74    |               |
| 31. Oktober | Gae Aulenti                      | italienische Architektin                                                                             | 84    |               |
| 31. Oktober | Hermann Dembowski                | deutscher evangelischer Theologe und Hochschullehrer                                                 | 83    |               |
| 31. Oktober | Alfons Demming                   | deutscher Weihbischof                                                                                | 84    |               |
| 31. Oktober | Jacques Diéval                   | französischer Jazzpianist                                                                            | 91    |               |
| 31. Oktober | Helga Elstner                    | deutsche Politikerin                                                                                 | 88    |               |
| 31. Oktober | John Fitch                       | US-amerikanischer Autorennfahrer                                                                     | 95    |               |
| 31. Oktober | Alexander Kibrik                 | russischer Linguist                                                                                  | 73    |               |
| 31. Oktober | Hans Lauter                      | deutscher Politiker                                                                                  | 97    |               |
| 31. Oktober | John H. Reed                     | US-amerikanischer Politiker                                                                          | 91    |               |
| 31. Oktober | Faustino Sainz Muñoz             | spanischer Erzbischof                                                                                | 75    |               |
| 31. Oktober | Teri Shields                     | US-amerikanische Schauspielerin und Model                                                            | 79    |               |
| 31. Oktober | Günter Waldorf                   | österreichischer Maler, Zeichner und Boxer                                                           | 88    |               |
| 31. Oktober | Konstantin Wyrupajew             | sowjetischer Ringer                                                                                  | 82    |               |
|             | Birgit Grosz                     | deutsche Drehbuchautorin                                                                             | ≈56   |               |